# Classic Brugge-De Panne 2021
La Classic Brugge-De Panne, precedentemente nota come Driedaagse Brugge-De Panne, quarantacinquesima edizione della corsa e valida come prova dell'UCI World Tour 2020 categoria 1.UWT, si svolse il 24 marzo 2021 su un percorso di 203,9 km, con partenza da Bruges e arrivo a De Panne, in Belgio. La vittoria fu appannaggio dell'irlandese Sam Bennett, il quale completò il percorso in 4h27'40", alla media di 45,7 km/h, precedendo il belga Jasper Philipsen e il tedesco Pascal Ackermann.
Sul traguardo di De Panne 159 ciclisti, su 173 partiti da Bruges, portarono a termine la competizione.

## Squadre e corridori partecipanti
| N.      | Cod. | Squadra                  |
| ------- | ---- | ------------------------ |
| 1-7     | DQT  | Deceuninck-Quick Step    |
| 12-17   | ACT  | AG2R Citroën Team        |
| 21-27   | AST  | Astana-Premier Tech      |
| 31-37   | TBV  | Bahrain Victorious       |
| 41-47   | BOH  | Bora-Hansgrohe           |
| 51-57   | COF  | Cofidis                  |
| 61-67   | GFC  | Groupama-FDJ             |
| 71-77   | IWG  | Intermarché-Wanty-Gobert |
| 81-87   | ISN  | Israel Start-Up Nation   |
| 91-97   | TJV  | Jumbo-Visma              |
| 101-107 | LTS  | Lotto Soudal             |
| 111-117 | MOV  | Movistar Team            |
| 121-127 | BEX  | Team BikeExchange        |

| N.      | Cod. | Squadra                  |
| ------- | ---- | ------------------------ |
| 131-137 | DSM  | Team DSM                 |
| 141-147 | TQA  | Team Qhubeka Assos       |
| 151-157 | TFS  | Trek-Segafredo           |
| 161-167 | UAD  | UAE Team Emirates        |
| 171-177 | AFC  | Alpecin-Fenix            |
| 181-187 | BBK  | B&B Hotels               |
| 191-197 | BWB  | Bingoal WB               |
| 201-207 | SVB  | Sport Vlaanderen-Baloise |
| 211-217 | ARK  | Team Arkéa-Samsic        |
| 221-227 | TDE  | Total Direct Énergie     |
| 231-237 | UXT  | Uno-X Pro Cycling Team   |
| 241-247 | THR  | Vini Zabù                |

## Ordine d'arrivo (Top 10)
| Pos. | Corridore        | Squadra    | Tempo    |
| ---- | ---------------- | ---------- | -------- |
| 1    | Sam Bennett      | Deceuninck | 4h27'40" |
| 2    | Jasper Philipsen | Alpecin    | s.t.     |
| 3    | Pascal Ackermann | Bora       | s.t.     |
| 4    | Giacomo Nizzolo  | Qhubeka    | s.t.     |
| 5    | Timothy Dupont   | Bingoal    | s.t.     |
| 6    | Hugo Hofstetter  | Israel     | s.t.     |
| 7    | Cees Bol         | DSM        | s.t.     |
| 8    | Michael Mørkøv   | Deceuninck | s.t.     |
| 9    | Elia Viviani     | Cofidis    | s.t.     |
| 10   | S. Aniołkowski   | Bingoal    | s.t.     |